# Калашников, Алексей Петрович
Алексей Петрович Калашников (9 февраля 1918, Вожгалы, Вятская губерния — 6 августа 2010) — советский и российский учёный-животновод, исследователь в области кормления, выращивания молочного скота и промышленной технологии производства продуктов животноводства. Доктор сельскохозяйственных наук, профессор, академик ВАСХНИЛ. Заслуженный деятель науки Российской Федерации, лауреат премии Совета Министров СССР (1985), академик-секретарь Отделения животноводства ВАСХНИЛ (1979—1986), одновременно (1981—1983) директор Всесоюзного института животноводства (ВИЖ). Участник Великой Отечественной войны.

## Биография
Родился 9 февраля 1918 года в селе Вожгалы Вятского уезда Вятской губернии (ныне Кумёнского района Кировской области).
В 1941 году окончил Московскую сельскохозяйственную академию им. К. А. Тимирязева (МСХА).
Участник Великой Отечественной войны. В РККА с июля 1941 года. Член ВКП(б)/КПСС с 1942 года. Старший лейтенант А. П. Калашников на фронте с 1 февраля 1945 года. 28 февраля прибыл в качестве стажёра на должность заместителя командира 3-го стрелкового батальона 1107-го стрелкового полка 328-й стрелковой дивизии и находился в боевых порядках стрелковых рот в самых сложной условиях боевой обстановке, проявляя личный пример храбрости и хладнокровия и помогая командирам в выполнении боевых задач. Участник Восточно-Померанской операции.
При ликвидации немецкого плацдарма на восточном берегу реки Одер А. П. Калашников был ранен и эвакуирован в госпиталь. «За проявленную личную отвагу и образцовое выполнение задания командования» старший лейтенант А. П. Калашников был представлен командиром полка полковником Родионовым к ордену Отечественной войны I степени, однако решением командира дивизии полковника И. Г. Павловского был награждён орденом Отечественной войны II степени (30 апреля 1945).
В 1945—1946 годах работал старшим зоотехником совхоза «Рабочий» Кольчугинского района Владимирской области. В 1946—1949 годах — аспирант МСХА. В дальнейшем связал свою жизнь с наукой: старший научный сотрудник (1949—1952), заведующий отделом (1954—1956) ВНИИ кормления сельскохозяйственных животных, заведующий отделом скотоводства, заместитель директора по науке Калининской областной опытной станции животноводства (1952—1954), старший научный сотрудник ВНИИ животноводства (ВИЖ, 1956—1957), заведующий отделом животноводства Уральского НИИ сельского хозяйства (1957—1958), заведующий отделом скотоводства и заместитель директора по научной части Уральского НИИ сельского хозяйства (1958—1961).
С 1961 года — директор Уральского НИИ сельского хозяйства (Екатеринбург). С 1970 года — академик ВАСХНИЛ. В 1970—1979 годах — директор Сибирского научно-исследовательского и проектно-технологического института животноводства (Краснообск, Новосибирская область), одновременно заместитель председателя Сибирского отделения ВАСХНИЛ. В 1979—1986 годах — академик-секретарь Отделения животноводства ВАСХНИЛ. В 1981—1983 годах — директор ВИЖ.
Академик А. П. Калашников — один из разработчиков силосного типа кормления и протеинового питания молочного скота, интенсивного выращивания и откорма молодняка крупного рогатого скота, а также системы выращивания телят под коровами-кормилицами. Под его руководством разработана и внедрена промышленная технология производства продуктов животноводства путём модернизации существующих ферм крупного рогатого скота в Сибири.
В 1992—1995 годах — научный консультант Всероссийского научно-исследовательского селекционно-генетического института животноводства. С 1995 года — научный консультант ВИЖ.
Умер 6 августа 2010 года.

## Некоторые труды
Автор около 400 научных работ, в том числе 53 книг и брошюр.
- Кормление молочного скота. — М.: Колос, 1968. — 272 с. — То же. — 2-е изд., перераб. и доп. — 1978. — 255 с.
- Промышленное производство молока в Сибири / Соавт.: Ю. М. Бурдин, Ю. В. Богомолов, В. А. Жулидов и др. — М.: Россельхозиздат, 1978. — 206 с.
- Нормы и рационы кормления сельскохозяйственных животных: Справочное пособие. Ч. 1. Крупный рогатый скот / Соавт.: Н. И. Клейменов и др. — М.: Знание, 1994. — 400 с.
- Нормы и рационы кормления сельскохозяйственных животных: Справочное пособие / Соавт.: В. И. Фисинин и др. — 3-е изд., перераб. и доп. — М., 2003. — 456 с. ISBN 5-94587-093-5

## Награды и звания
Советские государственные награды и звания:
- Лауреат премии Совета Министров СССР (1985)
- Два ордена Трудового Красного Знамени (1966, 1978)
- Орден «Знак Почёта» (1971)
- орден Отечественной войны I степени (1985[3])
- орден Отечественной войны II степени (30 апреля 1945[2])
- медали

Награды и звания Российской Федерации:
- Орден Почёта (2003)
- Заслуженный деятель науки Российской Федерации

Общественные звания и должности:
- член Комитета по Ленинским и Государственным премиям СССР в области науки и техники
- член Высшей аттестационной комиссии (ВАК) при Совете Министров СССР
- член научно-технического совета при Госагропроме СССР
- председатель секции по кормлению сельскохозяйственных животных при ВАСХНИЛ

Доктор сельскохозяйственных наук (1964), профессор (1965), Академик ВАСХНИЛ (1970).